# Boeing Sonic Cruiser
Il Boeing Sonic Cruiser era il progetto per un aereo di linea transonico realizzato e proposto dalla Boeing nel 2001.
Inizialmente faceva parte di un gruppo di progetti iniziati all'inizio degli anni novanta chiamati 20XX, i quali si prefiggevano l'obiettivo di creare un aereo in grado di raggiungere Mach 0,95 adatto al trasporto civile senza avere troppi costi produttivi e di manutenzione.
Il progetto sin dall'inizio destò molti dubbi fra le compagnie aeree civili, che non diedero particolare attenzione a tale proposta, ma puntarono tutti gli obiettivi sul futuro Airbus A380, presentato nel dicembre 2000 con il nome A3XX.
Il progetto del Sonic Cruiser non è mai stato apprezzato per diversi motivi, fra cui la necessità della costruzione di piste di atterraggio particolari, manutenzione troppo costosa, 15-20% di consumi in più ed un alto coefficiente d'inquinamento, come il Concorde.
L'aereo oltretutto avrebbe potuto contare su una capienza massima di solo 250 passeggeri, andando a scontrarsi con la politica delle compagnie aeree di puntare su aerei a grande capienza come appunto l'A380.
Nel dicembre 2002, il progetto venne dichiarato chiuso, vista anche l'assenza di interesse da parte delle compagnie aeree. La Boeing ha potuto così concentrarsi sul futuro Boeing 787 Dreamliner, la cui aerodinamica beneficia degli studi effettuati per il progetto Sonic Cruiser.
Il 787 Dreamliner rappresenta l'ennesima sfida fra la Boeing e l'Airbus, che ha presentato il rivale A350 XWB.